# Oxalis oaxacana
Oxalis oaxacana är en harsyreväxtart som först beskrevs av Joseph Nelson Rose och Paul Erich Otto Wilhelm Knuth, och fick sitt nu gällande namn av Paul Erich Otto Wilhelm Knuth. Oxalis oaxacana ingår i släktet oxalisar, och familjen harsyreväxter. Inga underarter finns listade i Catalogue of Life.